# برنامه اصلاح نژاد
یک برنامه اصلاح نژاد (به انگلیسی: Breeding program) جفتگیری برنامه‌ریزی شده‌ای از یک گروه جانوران یا گیاهان است که معمولاً شامل حداقل چندین فرد است و برای چندین نسل ادامه می‌یابد.
دو روش مصنوعی و طبیعی برای اصلاح نژاد وجود دارد که اولی ساختهٔ بشر است و دومی به خودی خود رخ می‌دهد و فراوانی‌اش کم است.